# The Witcher
Saga o vješcu (na poljskom: Wiedźmin; na engleskom: The Witcher) je serijal koji se sastoji od dvije kolekcije kratkih priča, pet romana i jednog samostalnog romana. Napisao ih je poljski autor Andzrej Sapkowski. Saga o vješcu se prvi put pojavila u 1986. godini, kada je poljski autor napisao kratku priču pod nazivom "Wiedzmin" za natječaj koji je održavao poljski magazin Fantastyika. Time je mladi Sapkowski započeo svoju karijeru. Zbog velike potražnje publike, Sapkowski je odlučio proširiti svijet Witchera. Započeo je tako što je prvo napisao 14 kratkih priča, te se 1994. bacio na pisanje romana. Do 1999. godine napisao je 5 nastavaka, a 2013. je napisao samostalni roman Sezona Oluja u kojem je vrijeme radnje smješteno između 1. i 2. knjige.

## Općenito
Saga o vješcu se sastoji od osam knjiga, dvije kolekcije kratke priče, pet romana i jednog samostalnog romana. Dvije kolekcije kratkih priča (koje su kronološki prve) sastoje se od 12 kratkih priča. Vrijeme radnje je u alternativnoj verziji 11. stoljeća, u kojoj postoje razna bića i čudovišta, većinom inspirirana poljskom i slavenskom mitologijom. Glavni lik je vještac, Geralt iz Rivije, lovac na čudovišta. Knjige prate Geralta na njegovoj epskoj pustolovini gdje zarađuje novac kroz borbu s čudovištima, u kojoj usput upoznaje mnoge ljude, od kojih se najviše ističu njegova posvojena kćer Ciri i ljubavnica Yennefer, te bard Maslačak (na poljskom Jaskier).
Knjige su prevedene u 37 jezika (uključujući hrvatski), te su se prodale u više od 15 milijuna primjeraka prema podacima iz prosinca 2019. Svijet Witchera adaptiran je u film (The Hexer) i seriju (The Hexer) poljske produkcije u ranim 2000. i u trilogiju videoigara studija CD Project Red (The Witcher, The Witcher 2: Assassins of Kings i The Witcher 3: Wild Hunt). Adaptiran je i u Netflixovu seriju (2019. godine), te naposljetku su neke od kratkih priča adaptirane u stripove.

## Knjige

### Pregled
| Br. | Naslov knjige (originalni naziv na poljskom) | Broj stranica | Originalna godina izlaska (Poljska) | Godina hrvatskog prijevoda |
| --- | -------------------------------------------- | ------------- | ----------------------------------- | -------------------------- |
| 1.  | Posljednja želja (Ostatnie życzenie)         | 316           | 1993.                               | 2018.                      |
| 2.  | Mač sudbine (Miecz Przeznaczenia)            | 376           | 1992.                               | 2019.                      |
| 3.  | Vilenjačka krv (Krew elfów)                  | 312           | 1994.                               | 2019.                      |
| 4.  | Vrijeme prezira (Czas pogardy)               | 336           | 1995.                               | 2019.                      |
| 5.  | Vatreno krštenje (Chrzest ognia)             | 360           | 1996.                               | 2020.                      |
| 6.  | Lastavičja kula (Wieża Jaskółki)             | 456           | 1997.                               | 2020.                      |
| 7.  | Gospodarica jezera (Pani Jeziora)            | 556           | 1999.                               | 2020.                      |
| 8.  | Sezona oluja (Sezon burz)                    | 348           | 2013.                               | 2021.                      |

### Posljednja želja i Mač sudbine
Prve dvije knjige (tj. kolekcije kratkih priča) prate Geraltove pustolovine kao vještac, u kojima se susreće s raznim problemima. Od borbe sa zloglasnom štrigom iz Temerije do svadbe princeze Pavette od Cintre, Geraltov život nije bio dosadan, ali postao je još zanimljiviji kada je upoznao čarobnicu Yennefer u kratkoj priči "Posljednja želja". Prva kolekcija kratkih priča fokusira se na upoznavanje s likovima i uspostavljanje svijeta u kojemu žive. Radnja je prepričana u nekronološkom poretku, autor koristi uokvirenu kompoziciju kako bi ispričao pustolovine iz različitih vremena Geraltova života.   
Druga knjiga napisana je u kronološkom poretku. Radnja je ovaj put više fokusirana na lik Cirille od Cintre, te prati kako je od kraljevske princeze postala Geraltova posvojena kćer.  

### Tablica kratkih priča
| Br. | Naziv kratke priče | Kolekcija kojoj pripadaju |
| --- | ------------------ | ------------------------- |
| 1.  | Vještac            | Posljednja želja          |
| 2.  | Zrno istine        | Posljednja želja          |
| 3.  | Manje zlo          | Posljednja želja          |
| 4.  | Pitanje cijene     | Posljednja želja          |
| 5.  | Kraj svijeta       | Posljednja želja          |
| 6.  | Posljednja želja   | Posljednja želja          |
| 7.  | Granica mogućnosti | Mač sudbine               |
| 8.  | Okrhak leda        | Mač sudbine               |
| 9.  | Vječna vatra       | Mač sudbine               |
| 10. | Malo žrtvovanja    | Mač sudbine               |
| 11. | Mač sudbine        | Mač sudbine               |
| 12. | Nešto više         | Mač sudbine               |

## Adaptacije

### Serija i filmovi
Witcher je bio adaptiran na ekrane nekoliko puta. Prvi puta je to bilo u ranim 2000-ima u produkciji Heritage Films kompanije. Snimljeni je film (The Hexer), a zatim i televizijska serija istog imena. Oba projekta su bila u režiji Mareka Brodzskija. Glumačka postava uključuje: Michał Żebrowski (Geralt), Zbigniew Zamachowski (Maslačak), Grażyna Wolszczak (Yennefer), itd... Oba projekta nisu bila vrlo vjerna knjigama, te su danas zbog toga ignorirani i praktički zaboravljeni. 

2017. godine Netflix je dobio prava na televizijsku adpataciju Witcher knjiga, te su krenuli raditi na seriji koja bi adaptirala svih 7 knjiga. Prva sezona izašla je u Prosincu 2019. godine.